# Jean Rombaux
Pour l’article ayant un titre homophone, voir Jean Rombaud.
Pour les articles homonymes, voir Rombaut et Rombaux.
Jean Rombaux est un architecte belge né à Schaerbeek en 1901 et décédé à Jette en 1979.

## Biographie
Formé chez Victor Horta, Jean Rombaux fut architecte de la Ville de Bruxelles de 1928 à 1966.

## Œuvre
Rombaux dirigea les travaux de restauration de plusieurs monuments bruxellois :
- la cathédrale Saints-Michel-et-Gudule
- la chapelle des Brigittines
- la tour de Villers
- le Kluis de Neder-Heembeek
- la tour romane de Neder-Heembeek

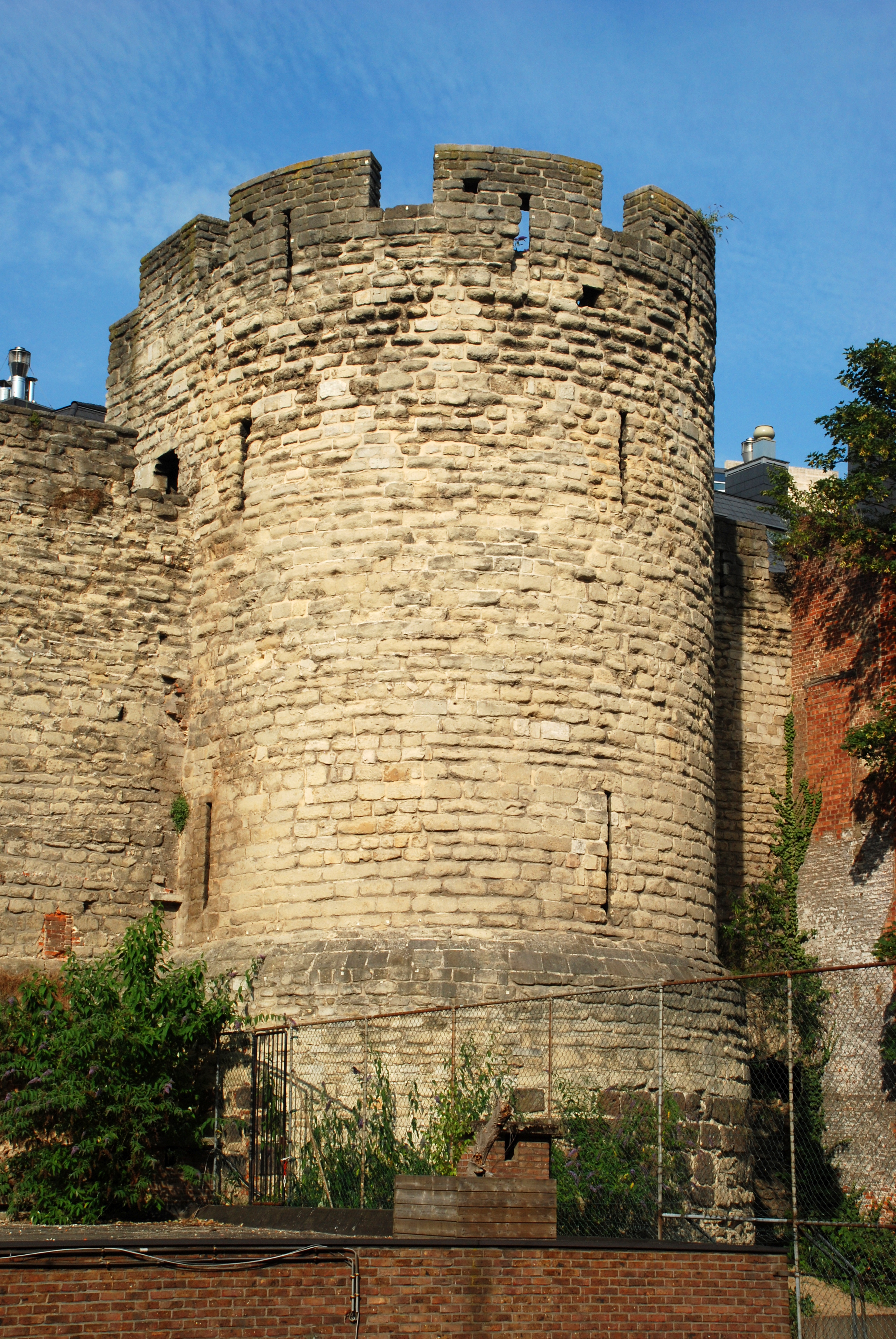
La tour de Villers.
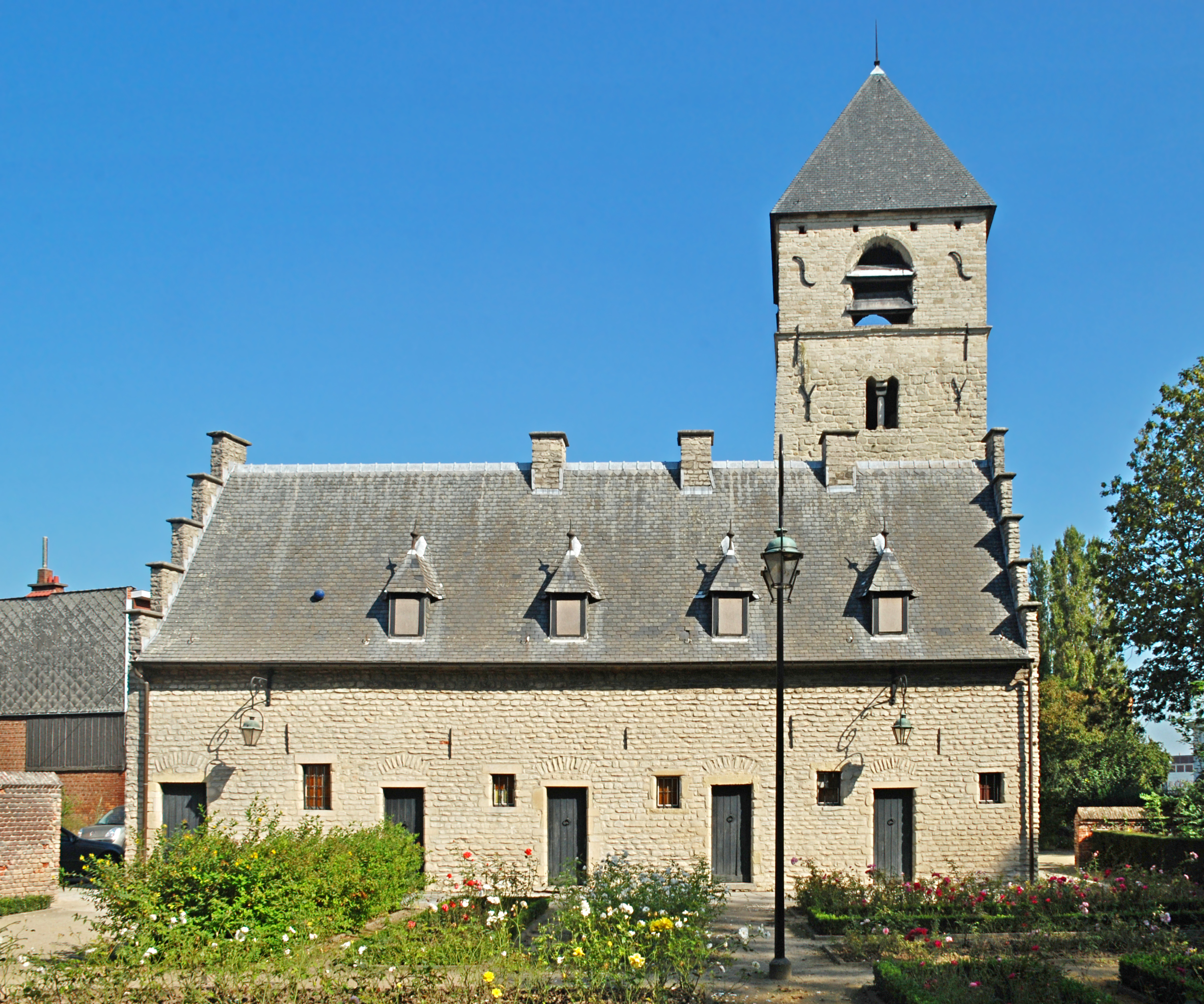
Le Kluis et la tour romane de Neder-Heembeek.
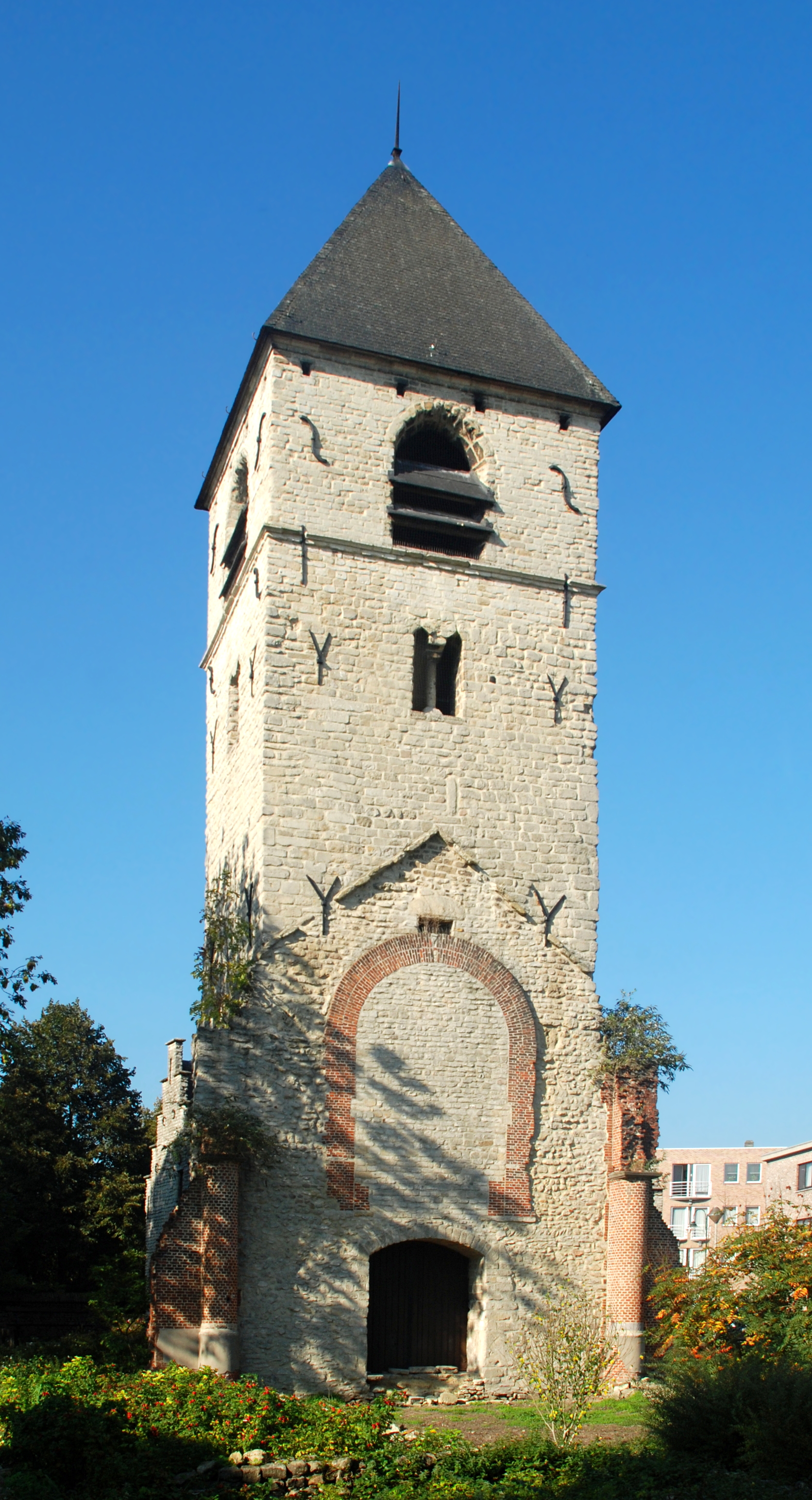
La tour romane de Neder-Heembeek.